# Ich dzień powszedni
Ich dzień powszedni – polski film komediowo-obyczajowy z 1963 roku, w reżyserii Aleksandra Ścibora-Rylskiego.

## Opis fabuły
Głównym bohaterem filmu jest lekarz pogotowia Andrzej Siennicki, którego po gwałtownej kłótni małżeńskiej porzuca żona. Medyk zataja przed kolegami z pracy powód, dla którego został w mieście podczas urlopu. Podczas wyjazdu do chorego poznaje on młodą dziewczynę o imieniu Grażyna, z którą zaczynają łączyć go bliskie stosunki. Tymczasem żona niespodziewanie powraca do Andrzeja.

## Obsada aktorska
- Zbigniew Cybulski (doktor Andrzej Siennicki)
- Aleksandra Śląska (Nitka, żona Siennickiego)
- Pola Raksa (Grażyna)
- Barbara Krafftówna (lekarka Michaśka)
- Barbara Brylska (siostra Grażyny)
- Andrzej Herder (sanitariusz)
- Zbigniew Józefowicz (lekarz)
- Zbigniew Koczanowicz (bileter na dworcu kolejowym)
- Zofia Kucówna (Ada, rejestratorka w pogotowiu)